# Буи, Марк
Марк Уилльям Буи (англ. Marc William Buie; род. 1958) — американский астроном и планетолог, первооткрыватель комет и астероидов, который работает в обсерватории Лоуэлла в Флагстаффе (Аризона). В период 1997 по 2007 год им было обнаружено в общей сложности 887 астероидов, большинство из которых были открыты им самостоятельно и лишь 10 совместно с другими астрономами.
Он вырос в Батон-Руже, штат Луизиана, и пошёл дальше, чтобы получить степень бакалавра по физике в Университете штата Луизиана в 1980 году. После этого он переехал в новое место и получил степень доктора философии в области планетарных наук в Аризонском университете в 1984 году. Доктор Буи работал после защиты докторской диссертации в Гавайском университете с 1985 по 1988 год. С 1988 по 1991 год он работал в Научном институте космического телескопа, где он сыграл ключевую роль в планировании и проведении первого планетарного наблюдения, когда-либо сделанных космическим телескопом Хаббла. Доктор Буи стал сотрудником обсерватории Лоуэлла в 1991 году.
Плутон стал центральной темой исследования Буи с 1983 года. Его первым результатом было доказательство, что метан наблюдаемый на Плутоне был на его поверхности, а не частью его атмосферы. С тех пор он проводил работы над картой альбедо поверхности, составлял карты Плутона и Харона, уточнением орбиты Харона и недавно открытых спутников, измерением структуры атмосферы, и другие измерения свойств поверхности Плутона и Харона, и это лишь некоторые из его областей работ. Он также является одним из сооткрывателей новых лун Плутона: Никты и Гидры (Плутон II и Плутон III).
Он работал с командой Глубокого обзора эклиптики, которые были ответственны за открытие более 1000 транснептунных объектов. Участвует в проекте по поиску объектов в поясе Койпера, которые находится в пределах доступа для космического аппарата Новые горизонты после того, когда он проходит мимо Плутона.
В дополнение к своим исследованиям во всех аспектах Плутона и пояса Койпера, Буи также работает в области изучения переходных объектов, таких как (2060) Хирон и (5145) Фол, а иногда и комет, так в рамках космической миссии "Дип Импакт", который исследовал комету 9P/Темпеля. Он также изучает околоземные астероиды, чтобы попытаться понять больше об этих потенциально опасных наших соседях по Солнечной системе. Большинство из этих научно-исследовательских работ связаны с использованием телескопов Обсерватории Лоуэлла, а также дополнительно привлекались космические телескопы имени Хаббла и Спитцера. Он также активно участвует в развитии производства астрономических приборов: недавно было завершено создание инфракрасного спектрографа в сотрудничестве с Дэном Клеменсом из Бостонского университета.
Марк Буи является членом Американского астрономического общества (AAS) и его Отдела планетарных наук (DPS), Американского геофизического союза (AGU), Международного астрономического союза (IAU) и Международной ассоциации тёмного неба.
В знак признания его заслуг одному из астероидов было присвоено его имя (7553) Буи.